# 兴东街道
兴东街道，是中华人民共和国辽宁省丹东市元宝区下辖的一个乡镇级行政单位。

## 行政区划
兴东街道下辖以下地区：
虹桥社区、泰美社区、林江名城社区、草市社区和茂生社区。